# جائزة بوميرانتشوك
جائزة بوميرانتشوك هي جائزة دولية يمنحها معهد الفيزياء النظرية والتجريبية الروسي في موسكو كلّ عام للمساهمات البارزة والأبحاث المتميزة في الفيزياء النظرية.
أنشئت جائزة بوميرانتشوك في عام 1998، وسُمّيت على اسم الفيزيائي الروسي إسحاق ياكوفليفيتش بوميرانتشوك تكريماً له بمناسبة الذكرى الخامسة والثمانين لميلاده. يُعتبر إسحاق ياكوفليفيتش بوميرانتشوك من أبرز علماء الفيزياء النظرية، والذي كان له الفضل مع زميله لانداو في تأسيس قسم الفيزياء النظرية في المعهد الروسي للفيزياء النظرية والتجريبية.

## الحاصلون على الجائزة
| السنة | الفائز بالجائزة                            | ملاحظات |
| ----- | ------------------------------------------ | --- |
| 1998  | ألكسندر إليتش أخيزر، وسيدني دريل           | |
| 1999  | كارين تير مارتيروسيان، وغابرييل فينيزيانو  | |
| 2000  | يفجيني فاينبرج، وجيمس دانيال بيوركن        | |
| 2001  | ليف ليباتوف، وتوليو ريجي                   | |
| 2002  | لودفيج فادييف، وبريس سيليجمان ديويت        | |
| 2003  | فاليري روباكوف، وفريمان دايسون             | |
| 2004  | الكسندر ف. أندرييف، وألكسندر بولياكوف      | |
| 2005  | جوزيف خريبلوفيتش، وأركادي فينشتاين         | |
| 2006  | فاديم كوزمين، وهوارد جورجي                 | |
| 2007  | الكسندر بيلافين، ويويشيرو نامبو            | |
| 2008  | ليونارد سسكيند، وليف أوكون                 | |
| 2009  | نيكولا كابيبو، وبوريس إيفي                 | |
| 2010  | أندريه مارتن، وفالنتين زاخاروف             | |
| 2011  | هاينرش لويتفايلر، وسيميون غيرشتاين         | |
| 2012  | خوان مارتين مالداسينا، وسبارتاك بيلييف     | |
| 2013  | ميخائيل شيفمان، وأندريه سلافنوف            | |
| 2014  | ليونيد كيلديش، وألكسندر زامولودتشيكوف      | |
| 2015  | ستانلي ج. برودسكي، وفيكتور فادن            | |
| 2016  | كورتيس ج. كالان، ويوري إ. سيمونوف          | |
| 2017  | إيغور كليبانوف، وجوري مويسيجويتش كاغان     | |
| 2018  | جورجيو باريزي، وليف بيتافسكي               | |
| 2019  | روجر بنروز، وفلاديمير س. بوبوف             | |
| 2020  | سيرجيو فيرارا، وميخائيل أندريهويتش فاسيليف | |
| 2021  | أليكسي ستاروبنسكي، ولاري ماكليران          | حصلا على الجائزة لأبحاثهما في مجالات الجاذبية وعلم الكونيات، وتطويرهما لنظرية المرحلة التضخمية في بدايات الكون. |